# Salar de Pedernales
El salar de Pedernales es un salar ubicado en la comuna de Diego de Almagro, cercano al límite internacional de la Región de Atacama, al este de la cordillera Claudio Gay

## Descripción
Es la cuenca endorreica más extensa de la III Región, con las consecuentes variaciones morfológicas, climatológicas y geológicas. El salar es una costra de yeso y halita con pocas y pequeñas lagunas generalmente pegadas a las orillas del salar. Las lagunas al nor-este son profundos “ojos” en la costra de sal. Las demás son superficiales.
Sus características morfométricas y climatológicas más relevantes son:: III-105 
- altura de salar: 3370 m
- superficie de la cuenca: 3620 km²
- superficie del salar: 335 km²
- superficie de las lagunas 0,6 km²
- precipitaciones: 100 mm/año (salar) - 150 mm/año (cuenca oriental)
- evaporación potencial: 1200 mm/año (salar)
- temperatura media: 4 °C (salar)

Se trata de un enorme depósito de agua salobre cubierta mayormente una costra de sal que en la parte oeste y también en otros sectores permite el afloramiento del agua. La hoya hidrográfica comprende un área de 4900 km² ubicada entre los 3450 m hasta más de 5000 m de altitud y su base de equilibrio es el salar mismo, es decir, donde se concentran las sales, que tiene un área de 300 km².: 244  Se supone que su alimentación proviene de los dos río principales de la cuenca, el río La Ola y el río Juncalito, ambos provenientes del sur.: 245 

## Red hidrográfica
Afluentes
Sus afluentes son el río La Ola (cuenca de 960 km²), el río Juncalito (1022 km²), el río Leoncito (244 km²) y el río Negro (Juncalito) o Salado (Juncalito) de 679 km², además de las precipitaciones directas.: 244 
Efluentes
El salar no tiene efluentes naturales, es una cuenca endorreica. Sin embargo, el caudal de sus afluentes es desviado mediante cañerías para ser utilizado en la mineras Potrerillos y El Salvador. En la zona de Agua Helada existe desde 1923 un canal que comunica el río Salado (Chañaral) con la cuenca del salar de Pedernales.: 248 

## Obras hidráulicas
Para satisfacer las necesidad de agua tanto humanas como industriales en la cuenca del río Salado de Chañaral, se han debido construir varias obras civiles que acumulan, transportan y tratan las aguas de la cuenca como también algunas adyacentes.

Infraestructura hidráulica para el trasvase de aguas desde el salar de Pedernales a la cuenca del río Salado.

## Historia
Luis Risopatrón lo describe en su Diccionario Jeográfico de Chile de 1924:
Pedernales (Salar de). 26° 16' 69° 10' Tiene 29 359 hectáreas de superficie i unos 3 370 m de altitud, está encerrado por altos picos volcánicos, comprende dos lagunas saladas situadas en la parte N i ofrece depósitos de yeso hacia el E i capas de 0,1 a 2,5 m de borato de cal en la parte W; se encuentra en la cordillera Domeyko i presenta unas vertientes de agua salobre en la márjen S, así como unas manchas de pasto raquítico. 63, p. 126 i 131; 98, n, p. 491; 99, p. 44; 117, p. 103, 114 i 128; 134; í 156; laguna en 91, 27, p. 81; i del Pedernal en 155, p. 528; i salar en 1, x, p. 209 i 223.
También señala la existencia de:
Agua Helada (Arroyo del) 26° 19’ 69° 00’. Corre hácia el NW i afluye al rincon SE del salar de Pedernales. 117, p. 104.
Agua Helada (Vega del) 26° 20’ 68° 57’. Abundante en pastos i con excelente agua en sus pozos, se encuentra a corta distancia al E del arroyo del mismo nombre del salar de Pedernales. 117, p. 104; 134 i 156.